# Kebri Dahar
Kabri Dar este un oraș din Etiopia. Este deservit de Aeroportul Kabri Dar.